# Стерлинг (хребет)
Стерлинг (англ. Stirling Range) — горный хребет в Австралии, расположенный на территории штата Западная Австралия.

## География
Стерлинг представляет собой горный хребет, расположенный в южной части австралийского штата Западная Австралия, примерно в 337 км к юго-востоку от города Перт. Простирается с запада на восток примерно на 60 км. Высшая точка хребта, гора Блафф-Нолл, достигает 1095 м.
Горы сложены метаморфическими породами, сформировавшимися из отложений периода эдиакария (об этом свидетельствуют характерные окаменелости). Постепенно отложения превратились в кварцит и сланец, а затем превратились в складки во время возобновления активности в структуре основания, которое привело к боковому смещению между Антарктидой и Австралией. Несмотря на относительную молодость гор, местные почвы бедны, из-за чего на хребте распространена флора пустошей.
Климатические условия на хребте зависят от высоты и стороны склона. Среднегодовое количество осадков на равнинах, расположенных вокруг Национального парка Стерлинг-Рейндж, составляет около 575 мм. Предположительно, в районе горы Блафф-Нолл осадков выпадает значительно больше — около 1100 мм. Температуры в долинах относительно высокие. В районе Бордена средняя максимальная температура составляет около 30 °C, а на южных равнинах — около 27 °C; минимальная — 18 и 16 °C соответственно. В зимние месяцы температура, как правило, прохладная: варьируется от 11 до 3 °C. Это самые низкие температуры в Западной Австралии. Иногда выпадает снег.
На хребте зарегистрировано большое количество представителей флоры и фауны. Из около 1500 видов растений 87 видов являются эндемиками. Это примерно 1/3 всех видов растений, обнаруженных в юго-западной части Австралии. На территории гор находится Национальный парк Стерлинг-Рейндж, основанный в 1913 году и занимающий территорию в 1159 км².

## История
До появления первых европейских поселенцев долины хребта Стерлинг населяли представители австралийских аборигенов, которые занимались здесь охотой. По меньшей мере, два племени постоянно присутствовали в этом регионе: представители кааниян (англ. Qaaniyan people) и коренг (англ. Koreng people). Хребет Стерлинг также играл важную культурную роль для этих племён.
Европейским первооткрывателем гор стал британский путешественник Мэтью Флиндерс, который заметил хребет, проплывая вдоль южного побережья Австралии 5 января 1802 года. В 1826—1827 годах в местности были основаны первые европейские поселения. В 1831 году хребет был исследован шотландским ботаником Александром Колли, который нанёс на карты местные горные вершины. В 1832 году в горы была организована экспедиция Роберта Дейла, а в 1835 году — губернатора Джеймса Стерлинга, в честь которого и назван хребет, и Джона Роя.
В начальный период исследования на хребте также велась вырубка сандалового дерева и охота на кенгуру. Пастбища в Стерлинге формально никогда не организовывались из-за присутствия большого количества ядовитой растительности. В настоящее время хребет Стерлинг является частью национального парка, основанного в июне 1913 года.